# Adriapontia capensis
Adriapontia capensis är en tvåvingeart som först beskrevs av Willi Hennig 1960.  Adriapontia capensis ingår i släktet Adriapontia och familjen svängflugor. Inga underarter finns listade i Catalogue of Life.